# 大町西公園駅

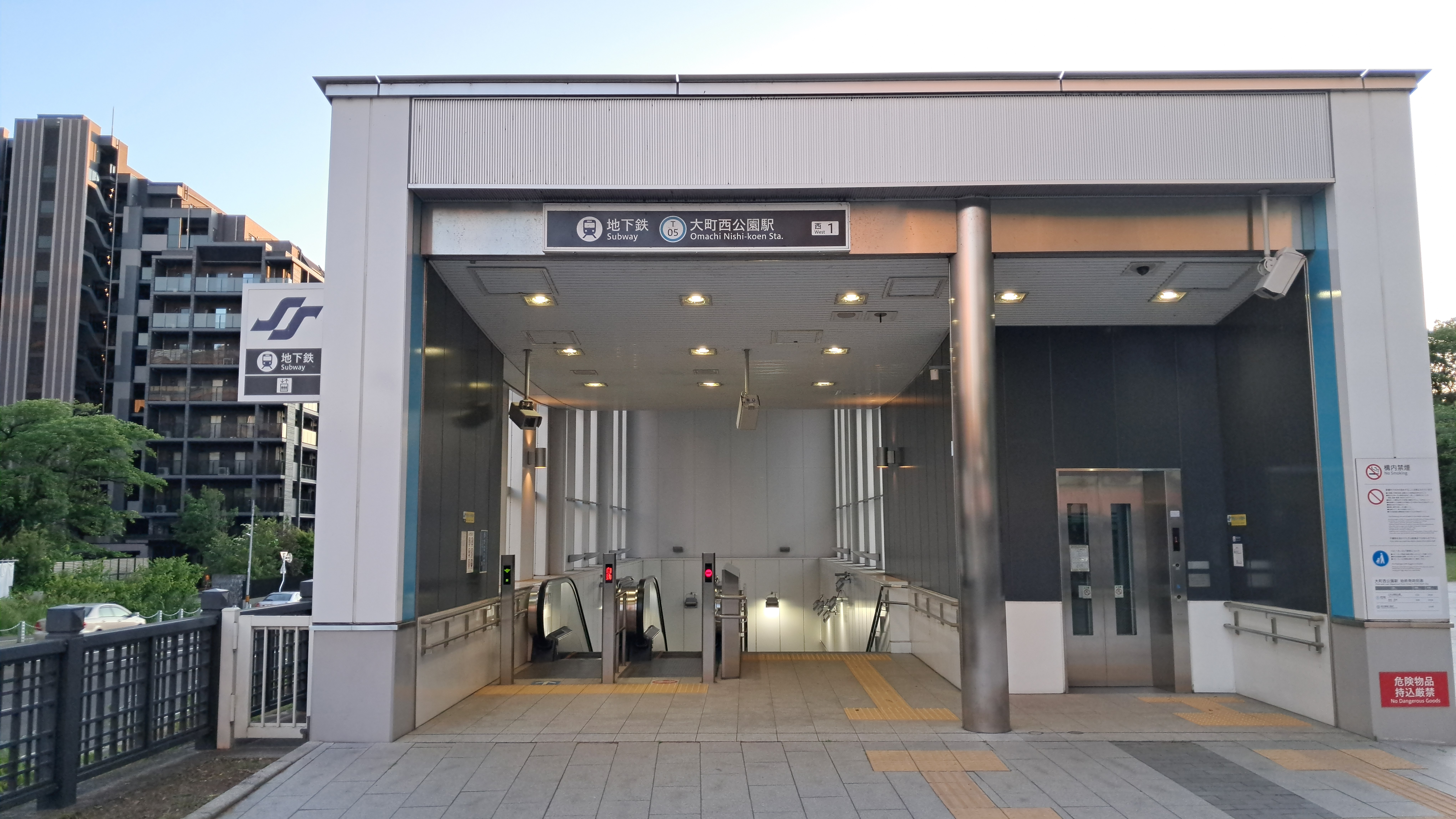
西1出入口（2024年5月）

大町西公園駅（おおまちにしこうえんえき）は宮城県仙台市青葉区大町二丁目に位置する、仙台市地下鉄東西線の駅。駅番号はT05。副駅名は「菓匠三全  本店前」（令和7年3月31日まで）。

## 歴史
- 2000年（平成12年）10月 - 駅名（仮称）を公表。
- 2008年（平成20年） - 着工。
- 2013年（平成25年）12月24日 - 駅名を正式発表。
- 2015年（平成27年）12月6日 - 開業。

### 駅名について
仮称は「西公園駅」。地元町内会の要望を受け、駅名検討委員会によって大町西公園駅とする最終案が示され、採用された。

## 駅構造
西公園通と青葉通・大町通の交差部（大町交差点）下に位置する。ホームは地下3階部に設置。八木山動物公園駅方面に引き上げ線が設置され、荒井駅方面への折り返し運転が可能。
2018年度より業務委託駅となっている。
出口は西1、東1の計2ヶ所。

### のりば
| 1 | ■ 東西線 |  | 仙台・荒井方面     |  |
| 2 | ■ 東西線 |  | 八木山動物公園方面 |  |

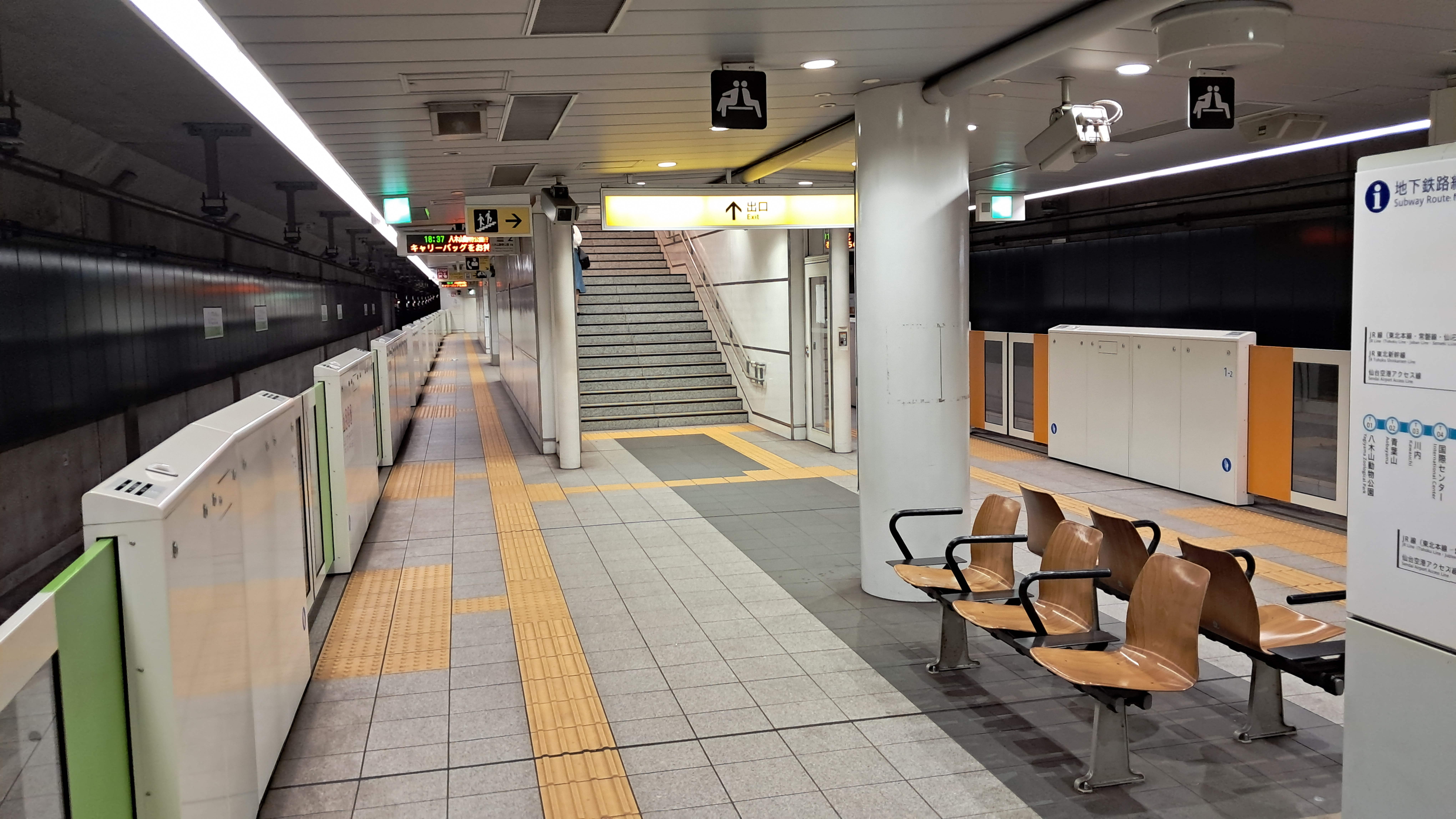
ホーム（2024年5月）
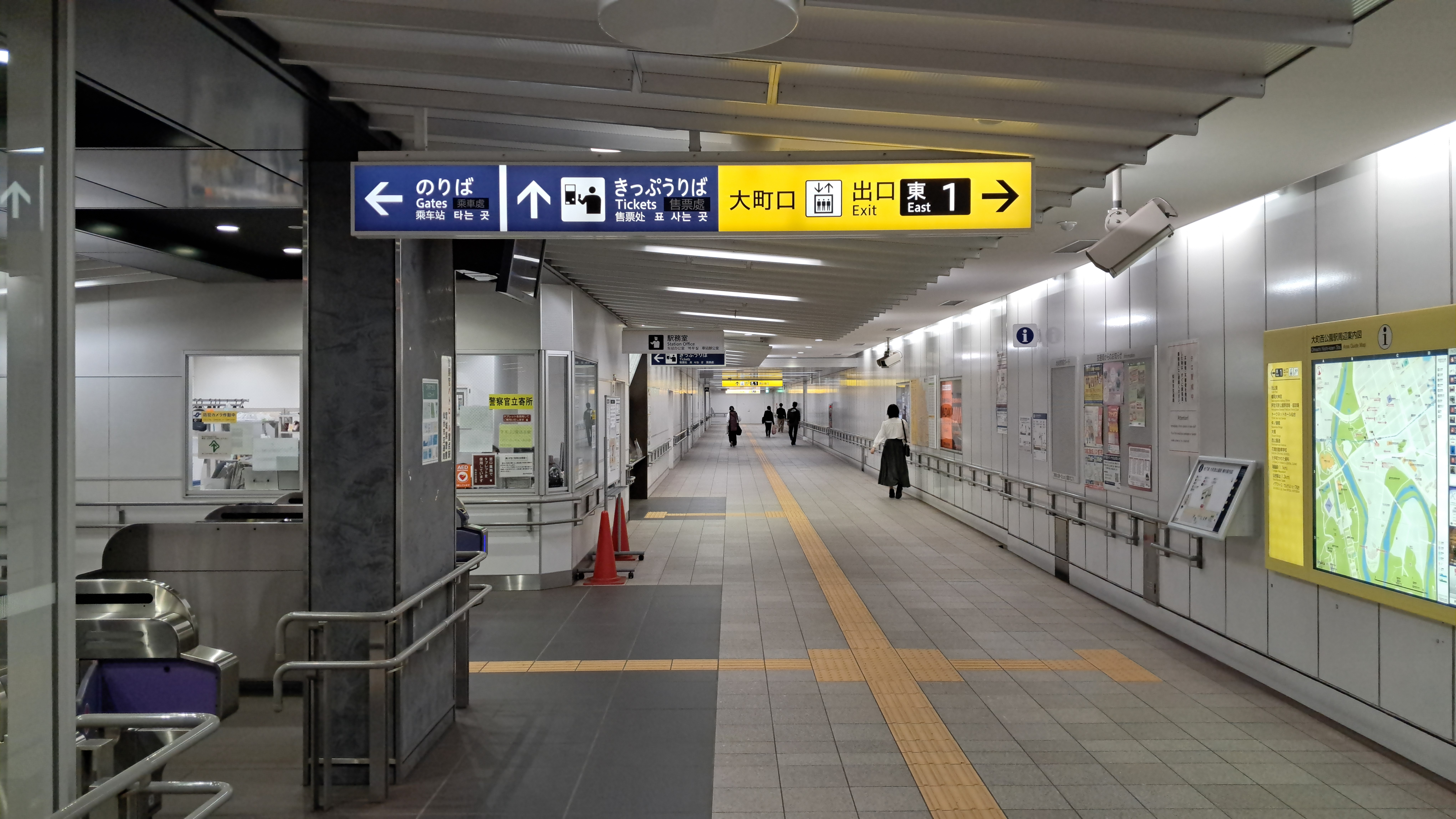
コンコース（2024年5月）

## 利用状況
開業時の一日平均乗車人員は2,385人を見込んでいた。
| 乗車人員推移 | 乗車人員推移     |
| 年度         | 一日平均乗車人員 |
| ------------ | ---------------- |
| 2015         | 1,608            |
| 2016         | 1,920            |
| 2017         | 2,212            |
| 2018         | 2,214            |
| 2019         | 2,324            |
| 2020         | 1,755            |
| 2021         | 2,078            |
| 2022         | 2,423            |
| 2023         | 2,799            |

- 2023年度（令和5年度）
  - 1日平均乗車人数：2,799人[5]

一日平均乗車人員（単位：人/日）

## 駅周辺
- 西公園
  - 櫻岡大神宮
- 仙台市立立町小学校
- 仙台市立片平丁小学校
- 仙台市戦災復興記念館
- 仙台大町郵便局
- 仙台高等裁判所
- 仙台地方裁判所
- 仙台家庭裁判所
- 評定河原公園
  - 評定河原球場
- 仙台中央警察署大町交番 - 交番の建物は、城を模した三階建。
- 宮城県医師会
- 仙台市営バス「立町小学校前」停留所

## 隣の駅
仙台市地下鉄
■東西線
国際センター駅 (T04) - 大町西公園駅 (T05) - 青葉通一番町駅 (T06)